# Vermes Albán
Vermes Albán (Eger, 1957. június 19. – 2021. február 3.) olimpiai ezüstérmes magyar mellúszó, az első magyar olimpiai érmes férfi mellúszásban.

## Pályafutása
Hatévesen tanult meg úszni, de versenyszerűen csak tízéves korától űzte a sportágat. Egerben nevelőedzői, Gyergyák Magda, majd Visontai József készítették fel. Tizenhat éves korában 200 méteres mellúszásban ifjúsági bajnokságot nyert. 1975-ben nyerte meg első felnőtt bajnoki címét 100 méteren. Kétszáz mellen először 1976-ban országos bajnok volt, azután megszakítás nélkül nyolcszor végzett az első helyen ebben a versenyszámban, utoljára 1984-ben. Az 1976-os olimpiára nem került ki, mert a hazai szintidőt nem sikerült teljesítenie. 
1975-ben felvették a közgazdasági egyetemre, előtte Kalocsán töltötte katonaidejét. A leszerelés után az Újpesti Dózsa versenyzője lett, ahol egy edzői team, majd Gulrich József irányította a felkészülését. Ezután került Széchy Tamás csoportjába. Az 1978-as világbaknokságon hatodik volt. Az 1980-as moszkvai olimpián 200 méter mellúszásban ezüstérmet szerzett. 1981-ben a spliti Európa bajnokságon lecsúszott a dobogóról 200 mellen, negyedik helyen végzett. Az 1983-as római Európa-bajnokságon 200 méter mellen zárt másodikként. 
Az 1984-es olimpiai bojkott után Patóh Magda edzette. Az „ellenolimpián” harmadik helyezést ért el, majd 1985-ben felhagyott a versenysporttal. Pályafutása alatt 13 egyéni és 3 váltó felnőtt magyar bajnoki címet szerzett.
1985-ben szerezte meg közgazdász diplomáját. 1985-től az Újpesti Dózsa főkönyvelőjeként, majd gazdasági elnökhelyettesként dolgozott. 1990 és 2000 között a BM Sportlétesítmények Igazgatóságának munkatársa volt. 2000 és 2004 között ő volt az új egri Bitskey Aladár uszoda első igazgatója. Ezt követően a Magyar Úszószövetség szakfelügyelője lett 2006-ig, majd a kőbányai Újhegyi úti uszodában dolgozott 2012-ig.
1988-tól 2000-ig a Magyar Úszó Szövetség felügyelőbizottságát vezette. 2000 és 2004 között az elnökség tagja volt.

## Rekordjai
100 m mell
- 1:08,20 (1975. augusztus 16., Moszkva) országos csúcs
- 1:07,63 (1978. március 9., Budapest) országos csúcs
- 1:07,40 (1978. március 9., Budapest) országos csúcs
- 1:07,07 (1978. április 12., Berlin) országos csúcs
- 1:07,05 (1978. augusztus 20., Nyugat-Berlin) országos csúcs
- 1:06,68 (1978. december 16., Budapest) országos csúcs
- 1:06,48 (1979. március 18., Hamburg) országos csúcs
- 1:05,86 (1979. március 18., Hamburg) országos csúcs

200 m mell
- 2:29,00 (1975. április 6., Prága) országos csúcs
- 2:27,03 (1975. augusztus 17., Moszkva) országos csúcs
- 2:26,80 (1975. december 20., Kecskemét) országos csúcs
- 2:26,60 (1975. december 21., Kecskemét) országos csúcs
- 2:25,66 (1976. március 20., Kecskemét) országos csúcs
- 2:23,84 (1978. március 11., Budapest) országos csúcs
- 2:23,68 (1978. március 24., Leningrád) országos csúcs
- 2:23,18 (1978. március 25., Leningrád) országos csúcs
- 2:21,70 (1978. június 25., Róma) országos csúcs
- 2:20,81 (1978. augusztus 24., Nyugat-Berlin) országos csúcs
- 2:20,64 (1979. március 17., Hamburg) országos csúcs
- 2:20,20 (1979. július 28., Budapest) országos csúcs
- 2:19,52 (1979. augusztus 12., London) országos csúcs
- 2:16,93 (1980. július 26., Moszkva) országos csúcs

## Díjai, elismerései
- Sport érdemérem ezüst fokozata (1980)
- Az év magyar férfi úszója (1984)
- A magyar úszósport halhatatlanja (2016)